# بيغ فالي (ألبرتا)
بيغ فالي (بالإنجليزية: Big Valley, Alberta)‏ هي قرية تقع في كندا في ألبرتا. يقدر عدد سكانها بـ 364 نسمة ومساحتها 1.84 كم2 و وترتفع عن سطح البحر 840 مترا.